# Erich Cuntz
Erich Cuntz, född 23 december 1916, död 1 juni 1975, var en tysk landhockeyspelare.
Cuntz blev olympisk silvermedaljör i landhockey vid sommarspelen 1936 i Berlin.